# Erzsébet Galgóczi

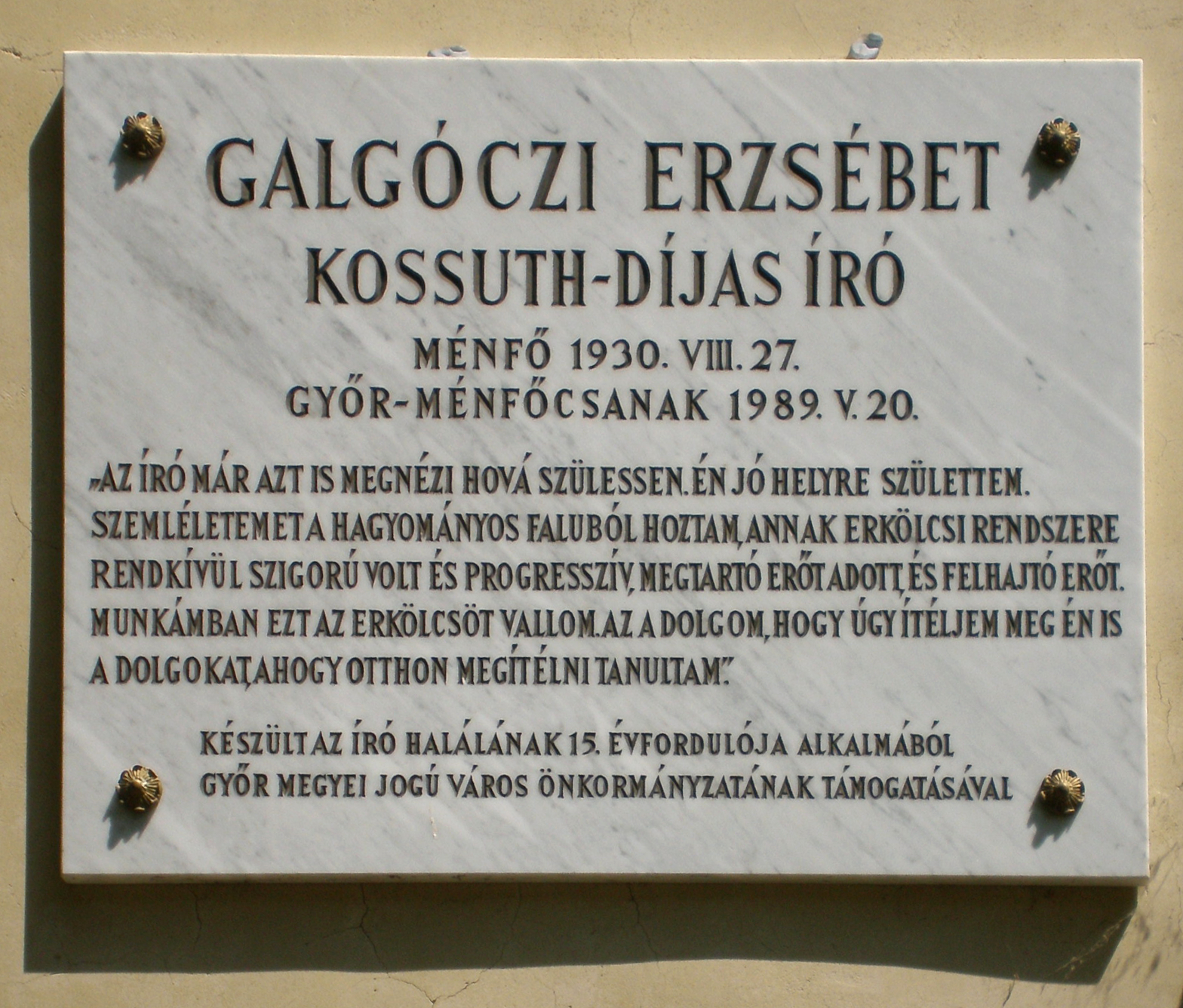
Placa conmemorativa a Erzsébet Ménfőcsanak-Galgóczi

Erzsébet Galgóczi (Ménfőcsanak, 27 de agosto de 1930-Győr, 20 de mayo de 1989) fue una dramaturga y guionista húngara. Su trabajo se describe como ficción realista.

## Vida personal
Galgóczi asistió a la escuela primaria en Ménfőcsanak, el pequeño pueblo donde nació y estudió secundaria entre 1941 y 1945 en la cercana ciudad de Győr. Entre 1945 y 1949, asistió a la escuela de formación de profesores de Győr, graduándose en 1949. Más tarde, entre 1950 y 1955 se especializó en dramaturgia en la Escuela de Teatro de Budapest. Vivió abiertamente como lesbiana desde la década de 1970 y su pareja fue la actriz Hilda Gobbi. El 20 de mayo de 1989, murió inesperadamente de un infarto en su casa familiar.

## Carrera
Galgóczi, que al principio era una escritora socialista comprometida, fue perdiendo la fe en el régimen y su obra refleja su creciente crítica a la represión política y la corrupción. Su obra más exitosa en Hungría es Vidravas y su novela Törvényen belül fue llevada al cine en 1982 por el director de cine húngaro Károly Makk. Galgóczi escribió el guion de la película Egymásra nézve (título en inglés: Another Way ). En 2007 se publicó una traducción al inglés de la novela original con el título Another Love de Cleis Press.

## Premios
En 1978, Galgóczi recibió el Premio Kossuth. También recibió el SZOT Prize (1970) y el József Attila Prize (1962, 1969, 1976).